# Route nationale 676
Die Route nationale 676, kurz N 676 oder RN 676, war eine französische Nationalstraße, die von 1933 bis 1973 zwischen Beaumont-du-Périgord und Villeneuve-sur-Lot verlief. Ihre Länge betrug 47 Kilometer.